# FULRO

Flaga.

Zjednoczony Front Wyzwolenia Narodów Uciskanych (z francuskiego: FULRO − Front Uni de Lutte des Races Opprimées, wiet: Mặt trận Thống nhất Đấu tranh của các Sắc tộc bị Áp bức) – powstała w 1964 r. organizacja walcząca o autonomię mniejszości narodowych Degar zamieszkujących Płaskowyż Centralny w Wietnamie. FULRO było blisko związane z ruchem Bajaraka i uważane za jego ramię zbrojne. Oficjalny program zawierał trzy podstawowe punkty:
- Ludność Degar musi być uznana za prawowitych właścicieli Płaskowyżu Centralnego.
- Wietnamska administracja i siły zbrojne muszą być wycofane.
- Suwerenność i niepodległość ludności Degar musi zostać przywrócona.

Przywódcą Fulro został rezydujący na uchodźstwie w Kambodży generał Y Bham Ênuôl.

## Historia
W okresie wojny wietnamskiej niejednolita etnicznie organizacja, której głównym celem była obrona przed zalewem osadników wietnamskich, manipulowana zarówno przez amerykańskie służby specjalne, jak i propagandzistów Vietcongu podzieliła się na frakcje walczące po obu stronach. Negocjacje z rządem Wietnamu Południowego nie przyniosły żadnych rezultatów. Kiedy po wojnie stało się jasne, że obietnice Wietnamu Północnego również nie zostaną spełnione, a napływ ludności z nizin nie zostanie powstrzymany, FULRO wystąpiło przeciwko Wietnamowi. Nie mając szans w starciu z armią wietnamską bojownicy Górali przekroczyli granicę Kambodży, gdzie ich oddziały zostały podstępem zlikwidowane przez Czerwonych Khmerów. Generał Y Bham Ênuôl wraz z całym przywództwem organizacji i ich rodzinami, łącznie z małymi dziećmi został rozstrzelany. Resztki partyzantów FULRO wegetujące w dżungli, przy granicy z Wietnamem, po upadku Czerwonych Khmerów, zostały odnalezione przez przedstawicieli ONZ i w 1992 r. ewakuowane do USA.